# Town and Country (Humble Pie)
Town and Country è il secondo album degli Humble Pie, pubblicato dalla Immediate Records nel novembre del 1969.

## Tracce
Lato A
1. Take Me Back – 4:51 (Peter Frampton)
2. The Sad Bag of Shaky Jake – 2:59 (Steve Marriott)
3. The Light of Love – 3:01 (Greg Ridley)
4. Cold Lady – 3:23 (Jerry Shirley)
5. Down Home Again – 2:54 (Steve Marriott)
6. Ollie, Ollie – 0:48 (Andy Johns, Greg Ridley, Jerry Shirley, Peter Frampton, Steve Marriott)

Durata totale: 17:56
Lato B
1. Every Mother's Son – 5:42 (Steve Marriott)
2. Heartbeat – 2:34 (Bob Montgomery, Norman Petty)
3. Only You Can Say – 3:38 (Peter Frampton)
4. Silver Tongue – 3:20 (Steve Marriott)
5. Home and Away – 5:55 (Greg Ridley, Peter Frampton, Steve Marriott)

Durata totale: 21:09
Edizione CD del 2008, pubblicato dalla Repertoire Records (REP 5052)
1. Take Me Back – 4:51 (Peter Frampton)
2. The Sad Bag of Shaky Jake – 2:59 (Steve Marriott)
3. The Light of Love – 3:01 (Greg Ridley)
4. Cold Lady – 3:23 (Jerry Shirley)
5. Down Home Again – 2:54 (Steve Marriott)
6. Ollie Ollie – 0:48 (Andy Johns, Greg Ridley, Jerry Shirley, Peter Frampton, Steve Marriott)
7. Every Mother's Son – 5:42 (Steve Marriott)
8. Heartbeat – 2:34 (Bob Montgomery, Norman Petty)
9. Only You Can See – 3:38 (Peter Frampton)
10. Silver Tongue – 3:20 (Steve Marriott)
11. Home and Away – 5:55 (Peter Frampton, Greg Ridley, Steve Marriott)
12. 79th Street Blues – 3:00 (Humble Pie) – Bonus Track (First release on Repertoire CD REP 4231)
13. Greg's Song – 4:29 (Greg Ridley) – Bonus Track (First release on Repertoire CD REP 4231)

Durata totale: 46:34
- Il brano Ollie Ollie non riporta sulle note del CD Repertoire gli autori del brano (a differenza dell'LP originale)

## Musicisti
Take Me Back
- Peter Frampton - voce, chitarra, plastic cup
- Steve Marriott - percussioni, hammer, nail brandy bottle
- Greg Ridley - tamburello, basso
- Jerry Shirley - percussioni (saw)

The Sad Bag of Shaky Jake
- Peter Frampton - voce solista, chitarra solista
- Steve Marriott - voce, pianoforte wurlitzer, chitarra, marracaas
- Greg Ridley - voce, basso
- Jerry Shirley - batteria, tambourine

The Light of Love
- Peter Frampton - voce, basso, chitarra spagnola
- Steve Marriott - sitar
- Greg Ridley - voce, chitarra
- Jerry Shirley - tablas

Cold Lady
- Peter Frampton - voce, batteria
- Steve Marriott - voce, chitarra
- Greg Ridley - voce, basso
- Jerry Shirley - pianoforte wurlitzer, maracaas (maracas)

Down Home Again
- Peter Frampton - voce, chitarra
- Steve Marriott - voce
- Greg Ridley - voce, basso
- Jerry Shirley - batteria

Ollie Ollie
- Peter Frampton - non accreditato
- Steve Marriott - non accreditato
- Greg Ridley - non accreditato
- Jerry Shirley - non accreditato

Every Mother's Son
- Peter Frampton - chitarra solista
- Steve Marriott - voce, chitarra

Heartbeat
- Peter Frampton - chitarra solista, voce
- Steve Marriott - voce, chitarra
- Greg Ridley - voce, basso
- Jerry Shirley - batteria

Only You Can See
- Peter Frampton - voce, chitarra, pianoforte wurlitzer
- Steve Marriott - batteria
- Greg Ridley - basso

Silver Tongue
- Peter Frampton - chitarra solista
- Steve Marriott - voce, chitarra leslie
- Greg Ridley - basso
- Jerry Shirley - batteria

Home and Away
- Peter Frampton - voce, chitarra
- Steve Marriott - pianoforte wurlitzer
- Greg Ridley - voce, basso
- Jerry Shirley - batteria[2]